# Renate Krauspe
Renate Krauspe (née Becher le 29 mai 1939 à Dessau) est une égyptologue allemande.
Dès 1957, Renate Krauspe étudie l'égyptologie et l'histoire des religions à l'université de Leipzig. En 1961, elle obtient son diplôme et devient assistante scientifique à l'Institut d'égyptologie de l'université de Leipzig auprès de Siegfried Morenz. Elle prend en charge la rédaction de la revue Zeitschrift für Ägyptische Sprache und Altertumskunde, poste qu'elle occupe jusqu'en 1998. En 1966, elle obtient son doctorat avec une thèse intitulée La procession de l'image cultuelle dans l'Égypte ancienne. De 1978 à 1999, date de son départ à la retraite, Renate Krauspe a été conservatrice du Musée égyptien de l'université de Leipzig.

## Publications
- Die Prozession des Kultbildes im Alten Ägypten, université de Leipzig, 8 décembre 1966 (Maschinenschriftlich).
- Altägyptische Götterfiguren (= Insel-Bücherei. Nr. 1080), Insel, Leipzig, 1986,  (ISBN 3-7351-0034-1).
- Das Ägyptische Museum der Universität Leipzig (= Zaberns Bildbände zur Archäologie. Sonderheft der Antiken Welt), von Zabern, Mainz, 1997,  (ISBN 3-8053-2007-8).
- Katalog ägyptischer Sammlungen in Leipzig. volume 1: Statuen und Statuetten, von Zabern, Mainz, 1997,  (ISBN 3-8053-1883-9).